# Fredy Lienhard
Alfred "Fredy" Lienhard (Herisau, 14 september 1947) is een Zwitsers autocoureur. In 2002 won hij de 24 uur van Daytona.

## Carrière
In 1968 richtte Lienhard het team Lista Racing op. In de jaren '70 en '80 reed hij in het formuleracing en nam deel aan Formule Vee- en Formule 2-kampioenschappen. In 1993 stapte hij over naar de sportwagens, waarin hij in de tweede divisie van de Interserie uitkwam in een Lola Can-Am. In 1994 eindigde hij als derde in dit kampioenschap. In 1995 kwam hij uit in zowel het Europees sportwagenkampioenschap als de IMSA GT in een Ferrari 333 SP. Samen met zijn teamgenoot Didier Theys won hij in 1997 zijn klasse in de 24 uur van Zolder.
In 1999 stapte Lienhard over naar de American Le Mans Series (ALMS), waarin hij drie jaar bleef rijden. In 2002 stapte hij vervolgens over naar de Rolex Sports Car Series. In zijn eerste race, de 24 uur van Daytona, behaalde hij direct de grootste zege uit zijn carrière. Deze overwinning deelde hij met Theys, Mauro Baldi en Max Papis. Tussen 2003 en 2005 reed hij maar weinig races, omdat hij te druk bezig was met zijn eigen bedrijven. Tussen 2006 en 2008 racete hij weer wat vaker: naast de ALMS reed hij ook een aantal keren in de Le Mans Series. Hierna nam hij afscheid als coureur.
Naast zijn autosportcarrière is Lienhard ook de eigenaar van Lista Office LO, een fabrikant van kantoormeubilair, dat hij in 1970 overnam na het onverwachte overlijden van zijn vader. In deze hoedanigheid sponsorde hij de Zwitserse autosportkampioenschappen Formule LO en de Zwitserse Formule Renault 2.0.